# Black Forest
Black Forest és una concentració de població designada pel cens dels Estats Units a l'estat de Colorado. Segons el cens del 2000 tenia 13.247 habitants.

## Demografia
Segons el cens del 2000, Black Forest tenia 13.247 habitants, 4.494 habitatges, i 3.851 famílies. La densitat de població era de 40,1 habitants per km².
Dels 4.494 habitatges en un 41,1% hi vivien nens de menys de 18 anys, en un 78,9% hi vivien parelles casades, en un 4,5% dones solteres, i en un 14,3% no eren unitats familiars. En el 10,7% dels habitatges hi vivien persones soles el 2,2% de les quals corresponia a persones de 65 anys o més que vivien soles. El nombre mitjà de persones vivint en cada habitatge era de 2,94 i el nombre mitjà de persones que vivien en cada família era de 3,17.
Per edats la població es repartia de la següent manera: un 29,5% tenia menys de 18 anys, un 5,1% entre 18 i 24, un 29% entre 25 i 44, un 30,2% de 45 a 60 i un 6,2% 65 anys o més.
L'edat mediana era de 40 anys. Per cada 100 dones de 18 o més anys hi havia 99,5 homes.
La renda mediana per habitatge era de 77.085 $ i la renda mediana per família de 80.556 $. Els homes tenien una renda mediana de 59.568 $ mentre que les dones 32.043 $. La renda per capita de la població era de 30.786 $. Entorn de l'1,9% de les famílies i el 2,9% de la població estaven per davall del llindar de pobresa.

## Poblacions més properes
El següent diagrama mostra les poblacions més properes.